# Warka
Warkaⓘ – miasto w województwie mazowieckim, w powiecie grójeckim, siedziba gminy miejsko-wiejskiej Warka. W latach 1975–1998 miasto administracyjnie należało do województwa radomskiego.
Miasto położone jest na pograniczu Równiny Warszawskiej i Równiny Kozienickiej, a pomiędzy nimi znajduje się Dolina Dolnej Pilicy. Wymienione regiony należą do Niziny Środkowomazowieckiej.
Przez miasto przepływa rzeka Pilica będąca najdłuższym lewym dopływem Wisły.
Miasto królewskie Korony Królestwa Polskiego, położone w drugiej połowie XVI wieku w powiecie wareckim ziemi czerskiej województwa mazowieckiego. W II Rzeczypospolitej miasto należało administracyjnie do powiatu grójeckiego i województwa warszawskiego.

## Historia
Pierwsza wzmianka o miejscowości pochodzi z XIII wieku. Warka otrzymała prawa miejskie między 1284 a 1321, ponieważ w 1321 książę Trojden I, potwierdził już fakt istnienia miasta Warka. Miasto rozwijało się głównie jako ośrodek produkcji piwa oraz dzięki handlowi.
W 1478 r. książę mazowiecki Bolesław V nadał Warce przywilej zastrzegający wyłączność dostaw tamtejszego piwa na swój dwór i sprzedaży w piwnicy warszawskiego ratusza. Przywilej ten został potwierdzony przez księcia w 1483. XVI wiek to okres dalszego rozkwitu miasta. O wysokim rozwoju piwowarstwa w Warce świadczy liczba piwowarów wykazana w lustracji dóbr królewskich. Wynika z niej, że w 1577 w Warce zamieszkiwało 30 piwowarów. Dla porównania, w znacznie większej Warszawie było w tym czasie 38 mistrzów piwowarskich. Warka była wówczas drugim co do wielkości ośrodkiem piwowarskim w Księstwie Mazowieckim, a warzone tam piwo doceniane było m.in. przez takie osobistości ówczesnej Europy jak papież Klemens VIII.
Warka była miastem niegdyś bardzo rozległym i zamożnym. Márton Szepsi Csombor, młody Węgier podążający w 1616 r. do Gdańska, w wydanej w 1620 r. książce "Europica Varietas" wspominał o mieście: ...mieszka w tym mieście wielu kupców, bo od Wisły wszystko bydło pędzą w tę stronę, a stąd naodwrót wszystką pszenicę, żyto, owies, potaż, miód, wosk, drzewo tam zwożą; to też kupcy żyją tam w wielkim dobrobycie.
Dowodem na zamożność Warki jest choćby to, że rynek dawnego miasta znajdował się tam, gdzie się dziś znajduje cmentarz grzebalny, zwany ‘starym’. Znajdował się tam niegdyś kościół św. Anny. Miasto miało niegdyś kilka kościołów (Farny, O.O. Dominikanów, św. Barbary, św. Anny, św. Leonarda, Świętego Ducha i O.O. Franciszkanów.) Istnieje podanie, jakoby ongi przed wiekami księżna warszawska pisała do ks. Wareckiej: „Kiedyż to nasza Warszawa będzie tak wielką, jak Warka?” ¹.
Jednocześnie Warkę nawiedzały również klęski. Wspomniany Márton Csombor był w nim tuż po tragicznym pożarze z 1616 r.: ...tu nie słyszeliśmy nic, tylko jęki i płacz, bo całe miasto pożoga obróciła w popiół aż po samą rzekę; tylko jedna nędzna chałupa i plebania ocalały. W kościele wszystkie ołtarze, wszystkie dzwony spaliły się do cna. W czasie potopu szwedzkiego regimentarz Stefan Czarniecki pobił 7 kwietnia 1656 w bitwie pod Warką wojska szwedzkie, jednak kolejne zniszczenia wojenne ponownie zahamowały rozwój miasta.
Od 1795 r. miasto znajdowało się w zaborze pruskim.
W latach 1807–1815 Warka leżała w Księstwie Warszawskim, potem w Królestwie Polskim. W II połowie XIX w. nastąpiło ożywienie gospodarcze, rozwój rzemiosła i drobnego przemysłu. Podczas powstania styczniowego potyczki zbrojne w okolicy. W 1934 Warka uzyskała połączenie kolejowe z Krakowem i Warszawą.

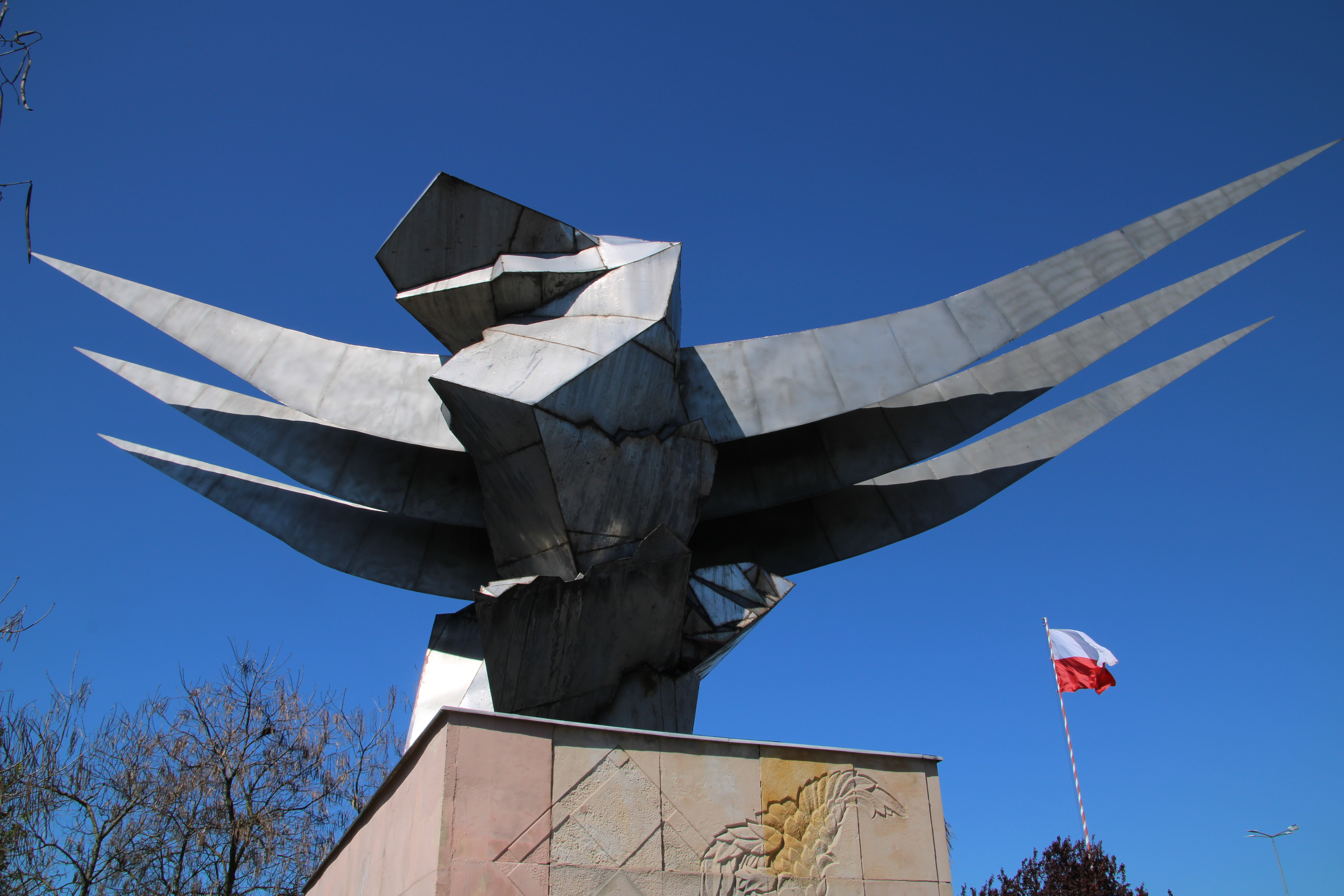
Pomnik Lotników Polskich w Warce

Podczas okupacji hitlerowskiej, 28 listopada 1940 roku Niemcy utworzyli getto dla żydowskich mieszkańców. Przebywało w nim około 2800 Żydów. 21 lutego 1941 zostali wywiezieni do getta w Warszawie, a stamtąd do obozu zagłady Treblinka II i tam zamordowani. 
Nad Warką swoją pierwszą walkę powietrzną odbył 23 sierpnia 1944 1 pułk lotnictwa myśliwskiego „Warszawa” stworzony przy armii polskiej na wschodzie (data ta była uznawana w PRL jako dzień odrodzonego lotnictwa polskiego). W 15 rocznicę bitwy – 23 sierpnia 1959 roku odsłonięto tablicę pamiątkową wmurowaną w ścianę ratusza. Powstał też pomnik lotników umiejscowiony przy rynku.
16 stycznia 1945 roku miasto zostało zdobyte przez oddziały 8 Armii Gwardii 1 Frontu Białoruskiego oraz 2 Dywizji Piechoty im. Henryka Dąbrowskiego i 3 Dywizji Piechoty im. Romualda Traugutta Wojska Polskiego (po wojnie ku ich czci wzniesiono pomnik). Miasto zostało prawie doszczętnie zniszczone w wyniku działań bojowych związanych z utworzeniem przyczółka warecko-magnuszewskiego.
Po 1945 nastąpiła odbudowa miasta oraz rozwój przemysłu, powstały wówczas Zakłady Przemysłu Owocowo-Warzywnego i Fabryka Urządzeń Precyzyjnych. W 1969 zelektryfikowano linię kolejową, w 1975 rozbudowano browar.

### Nazwa miasta
Pierwsze źródła historyczne podają nazwę Varca w 1231, w 1508 pojawia się już współczesna forma Warka. Geneza nazwy miasta nie jest jednak jednoznacznie ustalona, a wyróżnia się dwie hipotezy. Według pierwszej nazwa miasta powstała od przedrostka war i przypuszczalnie określała miejsce wirów rzecznych.
Miasto od wieków słynęło z warzenia piwa, stąd inna teoria głosi, że nazwa Warka pochodzi od słowa „warzyć” (kipieć, kotłować się), co odpowiada jednemu z procesów produkcji piwa. Warka to także piwowarska jednostka miary oznaczająca porcję piwa uzyskanego z jednego warzenia. Funkcjonował również gwarowy rzeczownik war(ka) = ‘warzenie, gotowanie’.

### Tradycje piwowarskie
Tradycje piwowarskie w Warce sięgają XV w. Już wtedy na terenie dzisiejszego miasta Warka produkowany był napój alkoholowy na bazie jęczmienia. W 1478 miasto otrzymało od księcia mazowieckiego, Bolesława V, przywilej zastrzegający wyłączność dostaw tamtejszego piwa na swój dwór i sprzedaży w piwnicy warszawskiego ratusza. Kroniki historyczne wskazują, że w XVI w. na terenie miasta piwowarstwem zajmowało się aż 30 piwowarów, podczas gdy w dużo większej Warszawie liczba piwowarów wynosiła 38.
Przekazy historyczne, legendy i utwory literackie potwierdzają fakt, iż piwo z Warki, które ceniono za smak, klarowność i kolor gościło na stołach całego kraju podczas najważniejszych uczt i biesiad. Książę mazowiecki Bolesław V w dowód uznania nadał przywilej zastrzegający wyłączność dostawy wareckiego piwa na swój dwór (1483). Na początku XVII w. Jędrzej Święcicki, geograf i historyk Mazowsza, pisał, że „Pomyślność Warki stała przede wszystkim piwem…”.

## Demografia
Warka jest miastem z liczbą mieszkańców wynoszącą 12010, z czego 5789 to mężczyźni. W latach 2002–2017 liczba mieszkańców wzrosła o 8,1%.
Piramida wieku mieszkańców Warki w 2014 roku.

## Turystyka i zabytki

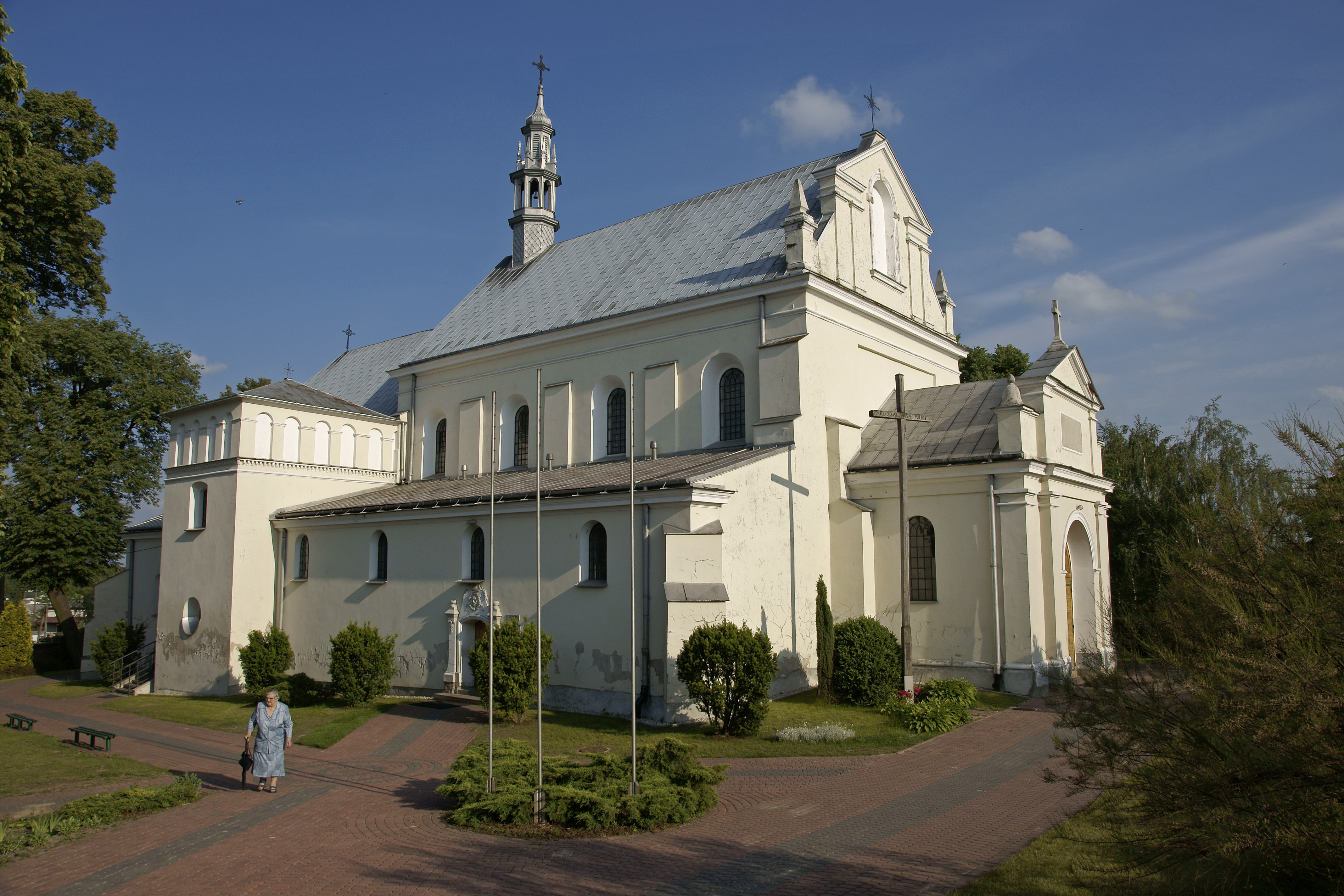
Kościół Św. Mikołaja

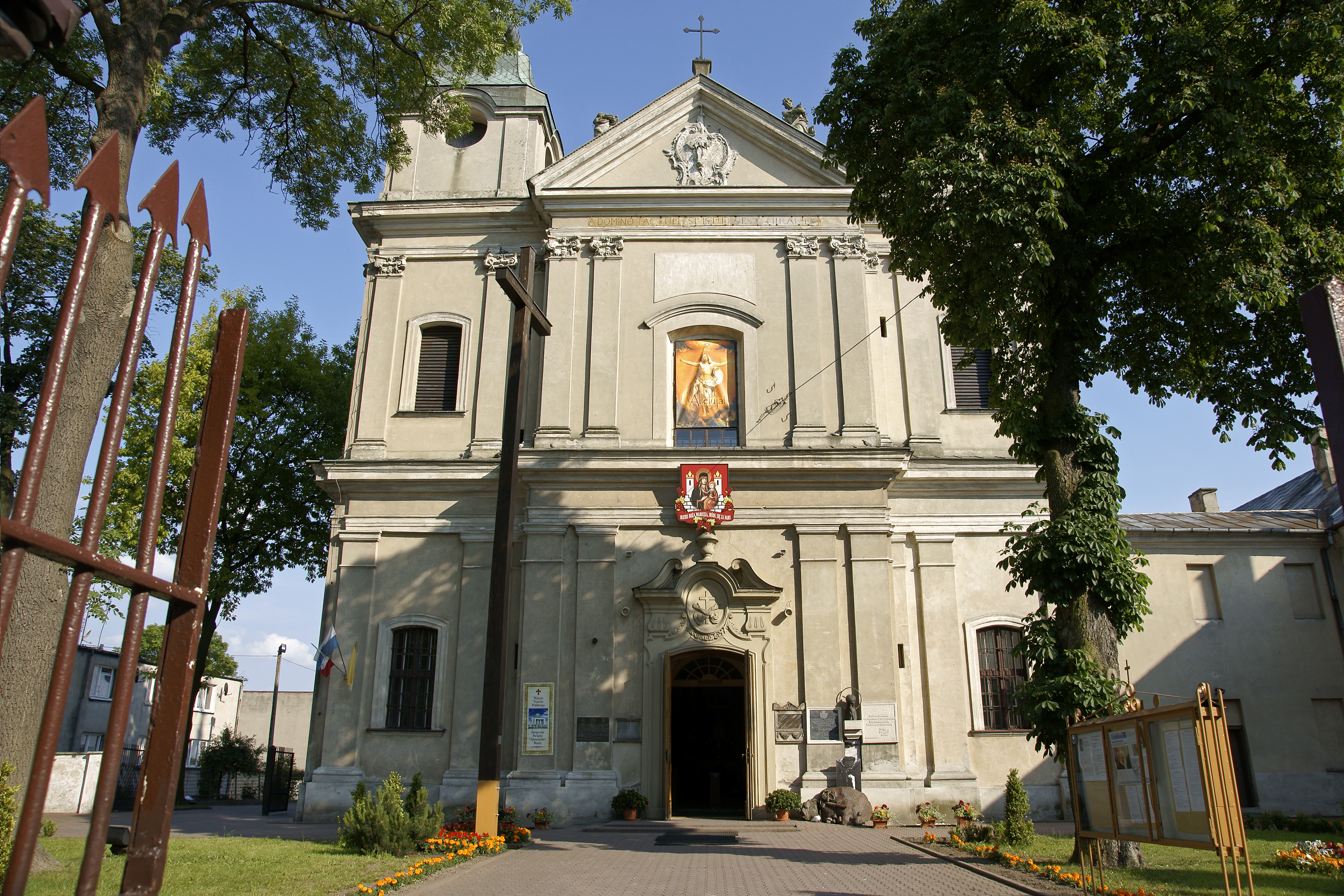
Pofranciszkański kościół MB Szkaplerznej

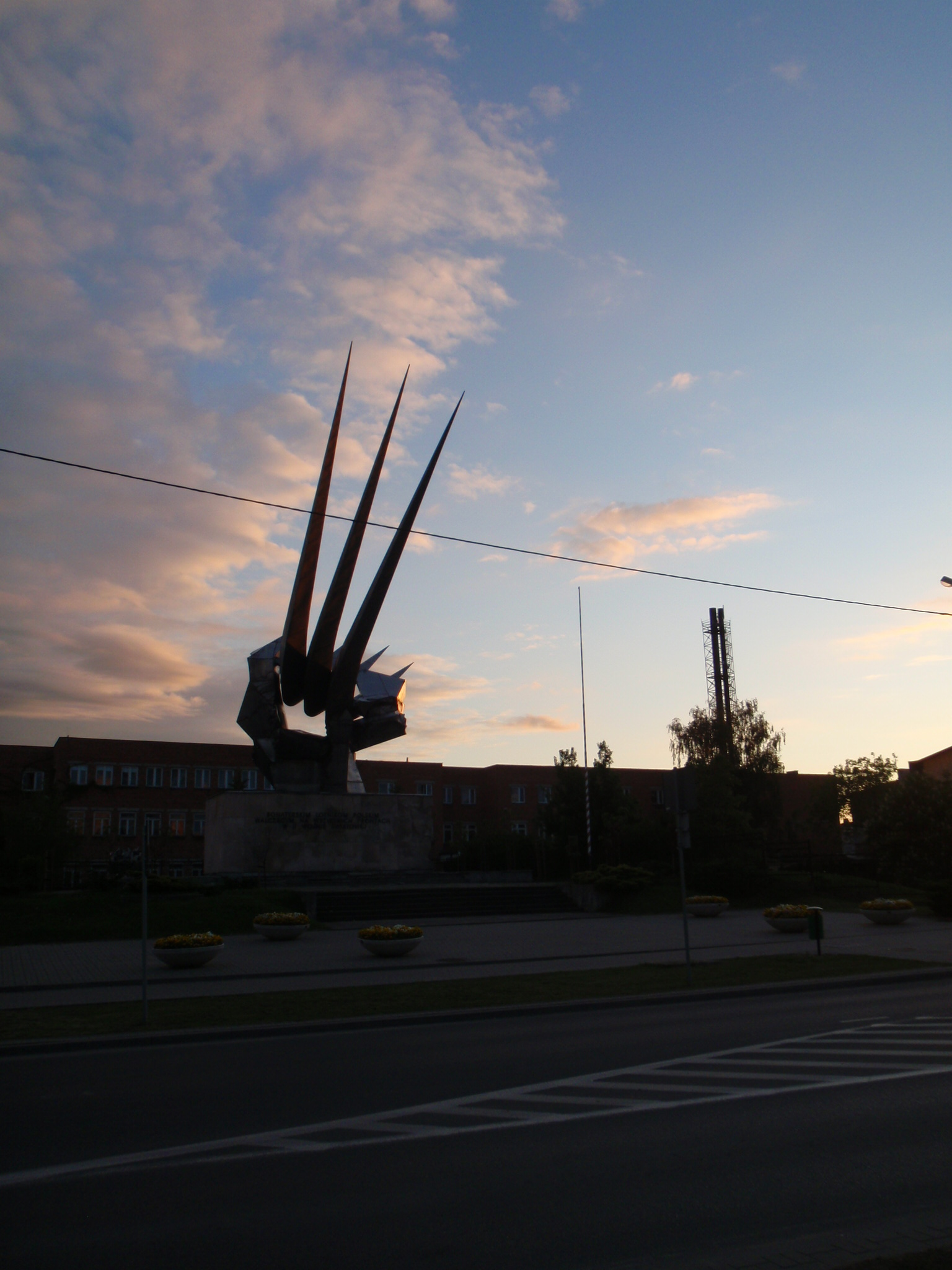
Pomnik Lotników w Warce upamiętniający walki stoczone nad miastem w 1944

### Obiekty znajdujące się w Warce
- kościół parafialny św. Mikołaja z lat 1603–1661 w stylu barokowym,
- pofranciszkański kościół Matki Boskiej Szkaplerznej z lat 1652–1746 w stylu barokowym, projekt Antonio Solari:
  - barokowe ołtarze i rokokowa ambona
  - miejsce pochówku książąt mazowieckich Trojdena I i Konrada II czerskiego i księżnej Danuty Anny, żony Janusza I, których szczątki przeniesiono do kościoła w 1859 ze zniszczonego kościoła Dominikanów. Tablica nagrobna fundacji płk Piotra Wysockiego. W „Topografia, czyli opis Mazowsza” Jędrzeja Święcickiego, wydanej w 1634, napisał „Zaraz opodal widać miasto Warkę szeroko rozbudowane .....sześć kościołów, i siódmy bardzo wspaniały z klasztorem ks. dominikanów, w którym znajdują się godne widzenia grobowce Trojdena, Ziemowita, książąt mazowieckich, oraz Anny, siostry Witolda”
- ratusz z 1821 w stylu klasycystycznym,
- kamieniczka mieszczańska z XIX w. (ul. Długa),
- na cmentarzu grób płk Piotra Wysockiego,
- pomnik – miejsce po domu „na wójtostwie”, gdzie mieszkał (od 1857) i zmarł (1875) płk. Piotr Wysocki (dom Piotra Wysockiego spłonął w 1939),
- stanowisko archeologiczne w Starej Warce (5 km od miasta),
- w dzielnicy Winiary pałac Pułaskich z końca XVII w., a w nim Muzeum im. Kazimierza Pułaskiego (pamiątki po Pułaskim, udział Polaków w walkach o niepodległość Stanów Zjednoczonych):
  - park wokół pałacu
  - pomnik Kazimierza Pułaskiego
- pomnik powstańców 1863 na Błoniach, upamiętniający egzekucję płk Władysława Kononowicza i dwóch jego adiutantów, dokonaną przez Rosjan 2 czerwca 1863,
- pomnik pomordowanych na Wschodzie – Krzyże Katyńskie,
- ohel cadyka Izaaka Kalisza niedaleko mostu kolejowego posadowiony na przedwojennym kirkucie,
- armata z września 1939 wydobyta przez jednego z rolników. Została odnowiona (ale zachowano np. ślady po pociskach). Można ją zobaczyć przy strzelnicy Klubu Oficerów Rezerwy (obok stadionu KS Warka).

### Zabytki
Na listę zabytków Narodowego Instytutu Dziedzictwa wpisane są obiekty:
Warka
- kościół par. pw. św. Mikołaja, XIV-XVII, XX, nr rej.: 487/A/62 z 23.03.1962 oraz 177/A z 15.10.1982
- zespół klasztorny franciszkanów, XVII/XVIII, nr rej.: 117/A/58 z 20.05.1958 oraz 178/A z 15.10.1982:
  - kościół pw. MB Szkaplerznej
  - dzwonnica
  - klasztor
- cmentarz rzymskokatolicki z 1 poł. XIX-XX, nr rej.: A-1072 z 4.05.2012
- ratusz, 1 poł. XIX, nr rej.: 488/A/62 z 23.03.1962 oraz 202/A z 14.04.1983
- dom, ul. Długa 5, pocz. XIX, nr rej.: 1174/A/75 z 22.05.1975 oraz 203/A z 14.04.1983

Warka – Winiary
- zespół pałacowy, XIX, nr rej.: 215/A/83 z 6.06.1983:
  - pałac (dec. dwór)
  - park

## Legendy

### Santa Piva Di Warka
Z piwem Warka związana jest legenda dotycząca nuncjusza papieskiego Hipolita Aldobrandiniego, późniejszego papieża Klemensa VIII. Przebywając w Polsce bardzo zasmakował w wareckim piwie. Twierdził iż, „było wyborne, szczypiące, z koloru i smaku do wina podobne”. Po powrocie do Rzymu poważnie zachorował. Gdy na łożu boleści wyszeptał „...sancta piva di Polonia... sancta biera di Warka...”, obecni przy nim duchowni, sądząc, że chodzi o jakąś nieznaną świętą, zaczęli się modlić: „Santa Piva ora pro nobis” („Święta Pivo, módl się za nami”). Chory, słysząc to, wybuchnął śmiechem. W rezultacie wrzód, z powodu którego cierpiał, pękł i Aldobrandini zaczął zdrowieć.

### Nieistniejący kościół
Niegdyś w Warce za czasów jej świetności było aż siedem kościołów. Większość jednak zniknęła bez śladu. Z jednym z nich wiąże się osobliwa legenda, przekazywana w Warce z pokolenia na pokolenie. Świątynia ta miała stać nad Pilicą w miejscu tzw. jeziora dominikańskiego. Z niewiadomych przyczyn zapadła się pod ziemię i do dziś w dni wydarzeń dziejowych z głębi wód jeziora wydobywają się ponoć dźwięki dzwonów.

## Natura
Miasto przylega do Puszczy Stromeckiej, która jest bardzo bogata w grzyby. Można w niej też odnaleźć pozostałości po działaniach z okresu II wojny światowej (okopy, transzeje etc). Miasto jest położone nad rzeką Pilicą, która jest rzeką stosunkowo czystą, a jej dolina stanowi obszar niezwykle cenny pod względem przyrodniczym, dlatego w 1983 utworzono Obszar Chronionego Krajobrazu „Dolina Pilicy i Drzewiczki” o pow. 63 422 ha. Obejmuje on dolny odcinek doliny Pilicy dł. ok. 80 km – od Inowłodza do ujścia rzeki do Wisły. Dolina ma w tym miejscu 1,5 do 3,5 km szerokości. Rzeka Pilica również jest objęta obszarem programu Natura 2000. Obszar „Dolina Dolnej Pilicy” leży na wysokości 94–173 m n.p.m. i obejmuje równoleżnikowy 80 km odcinek doliny Pilicy, powyżej ujścia do Wisły oraz dolinę Drzewiczki. Warka ma znajdować się na terenie projektowanego Parku Krajobrazowym Dolnej Pilicy.
Na terenie miasta do Pilicy uchodzi struga Strzyżynka.

## Środowisko naturalne

### Klimat
Miasto i gmina Warka należą do strefy klimatu umiarkowanego ciepłego przejściowego oraz na pograniczu podzielonych polskich regionów klimatycznych: łódzko-wieluńskiego, mazowiecko-podlaskiego. Region miasta i gminy jest zaliczany do Dfb przez Köppena i Geigera – klimat wilgotny kontynentalny z łagodnym latem.
| Miesiąc                         | Sty  | Lut | Mar | Kwi | Maj  | Cze  | Lip  | Sie  | Wrz  | Paź | Lis | Gru  | Roczna |
| ------------------------------- | ---- | --- | --- | --- | ---- | ---- | ---- | ---- | ---- | --- | --- | ---- | ------ |
| Średnie dobowe temperatury [°C] | -4.2 | -3  | 2.1 | 8.5 | 13.6 | 16.8 | 18.2 | 17.7 | 13.7 | 8.9 | 3.3 | -1.5 | 7,8    |
| Opady [mm]                      | 24   | 23  | 26  | 35  | 56   | 71   | 73   | 61   | 44   | 35  | 37  | 32   | 517    |
| Źródło: climatebase             |      |     |     |     |      |      |      |      |      |     |     |      |        |

### Rzeźba terenu
Miasto i gmina Warka są położone na Równinie Warszawskiej, Równinie Kozienickiej, Dolinie Środkowej Wisły i Doliny Dolnej Pilicy należących do makroregionu Niziny Środkowomazowieckiej. Granicę pomiędzy Równiną Warszawską a Dolinami Środkowej Wisły i Dolnej Pilicy wyznaczają wysokie skarpy, ograniczające odpowiednio od zachodu i północy formy dolinne. Większość części miasta położona jest na wzgórzu morenowym po części Równiny Warszawskiej. Morfologia Równiny jest mało urozmaicona. Jest to płaska, silnie zdenudowana powierzchnia akumulacji lodowcowej, zbudowana z glin zwałowych, osadów zastoiskowych i wodnolodowcowych zlodowacenia środkowopolskiego, stadiału Warty. Wysokość równiny sięga w granicach 120 – 130 m n.p.m. Po stronie Doliny Dolnej Pilicy teren wynosi niewiele ponad 100 m n.p.m. Dolina jest asymetryczna ze stromym brzegiem północnym wynoszącym ponad ok. 20m i posiada system tarasów zalewowych i nadzalewowych.

## Gospodarka
Gospodarka miasta i gminy Warka ma charakter przemysłowo-rolniczy. Wśród najbardziej znaczących zakładów trzeba wskazać należący do Grupy Żywiec Browar Warka, grupę kapitałową Prima oraz producenta win i koncentratów owocowych – Warwin S.A. Obok dużych firm w mieście działa również wiele mniejszych prywatnych zakładów (ok. 1200 podmiotów gospodarczych). W działalności przemysłowej gminy przeważa przetwórstwo owocowe, którego bazę stanowią okoliczne uprawy jabłek, wiśni i truskawek. Warka i jej okolice to rozległe obszary sadów, które są źródłem utrzymania zdecydowanej większości tutejszych rolników.

### Sadownictwo
Miasto położone jest w najważniejszym regionie uprawy i przetwórstwa jabłek w Polsce. Warka należy do regionu znanego z wpisanych na listę produktów tradycyjnych i zarejestrowanych jako chronione oznaczenie geograficzne – produkt regionalny jabłek grójeckich. Od 2017 roku na terenie gminy Warka organizowany jest szlak jabłkowy „Jabłkowa Warka – Owoc Naszej Pasji” dofinansowanego w ramach programu Partnerstwa PAFW.
Stopa bezrobocia w gminie Warka wynosiła 2,5% w tym 2,8% wśród kobiet i 2,1% wśród mężczyzn. Jest ono znacznie mniejsze niż w województwie mazowieckim (4,8%) i znacznie mniejsze niż średnia Polski (5,7%).

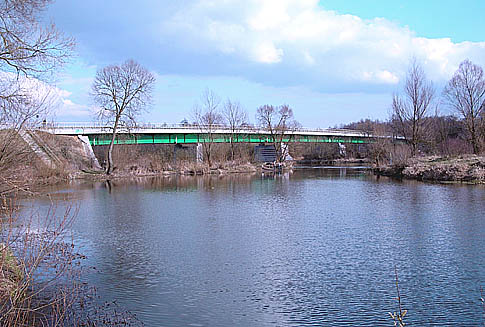
Most hetmana Stefana Czarnieckiego

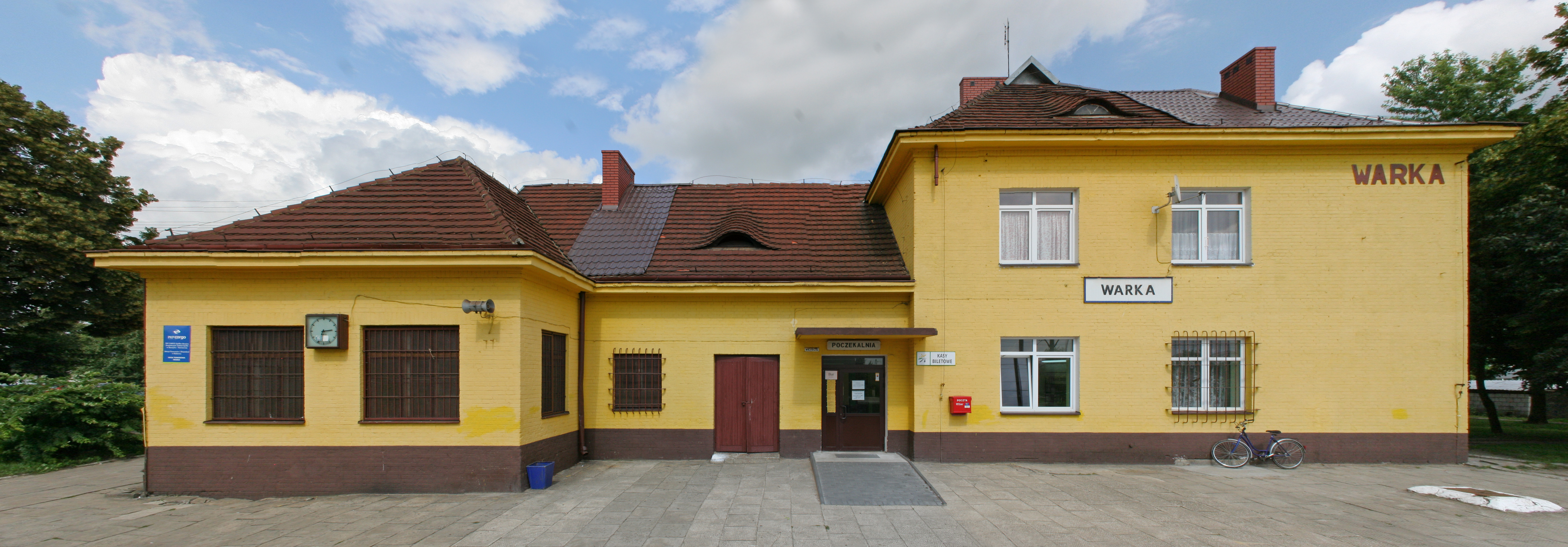
Stacja kolejowa w Warce

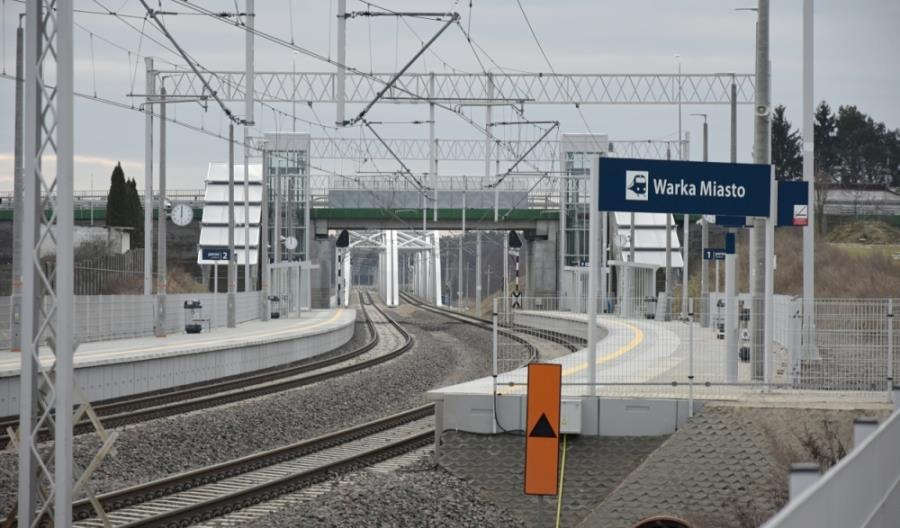
Przystanek kolejowy Warka Miasto

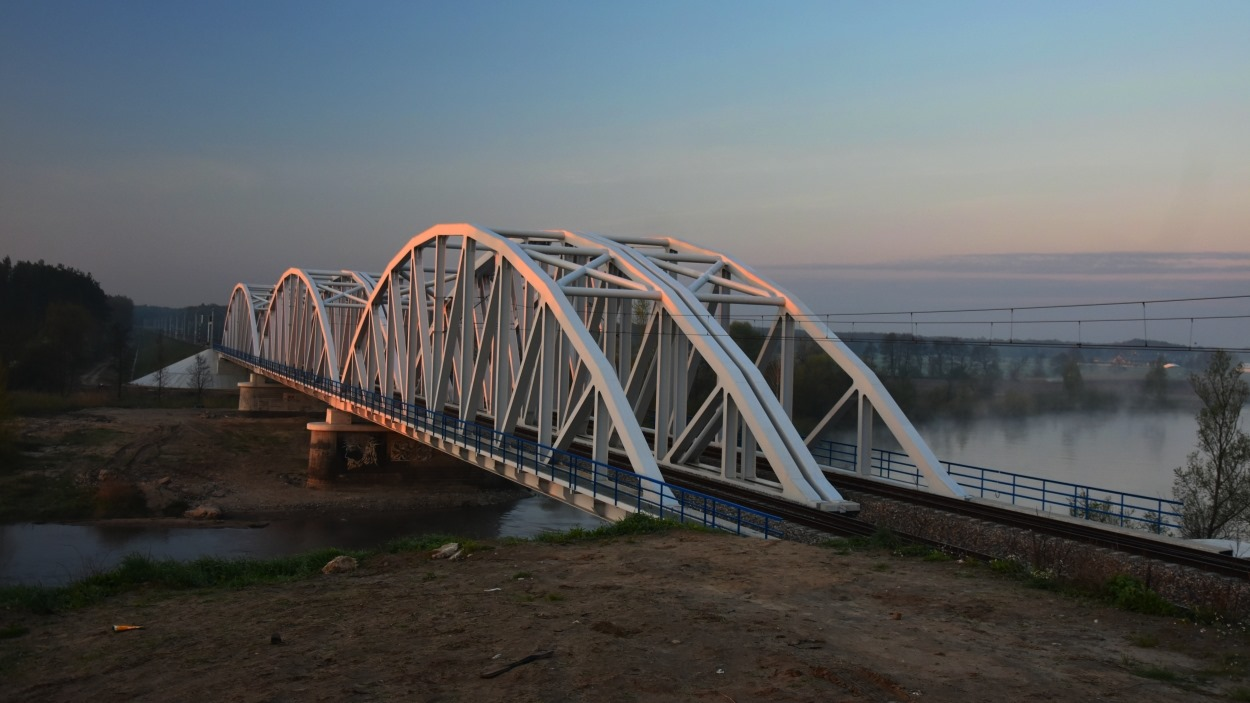
Nowy most kolejowy w Warce

## Transport

### Drogi
Przez miasto przebiegają drogi wojewódzkie:
- droga wojewódzka nr 730 Grójec – Warka – Głowaczów
- droga wojewódzka nr 731 Białobrzegi – Warka – Potycz
- droga wojewódzka nr 736 Warka – Magnuszew

W ciągu drogi wojewódzkiej nr 730 na terenie miasta, znajduje się most drogowy na rzece Pilicy o konstrukcji belkowej, stalowej zespoloną z płytą żelbetową. Nosi imię hetmana Stefana Czarnieckiego. Jego długość wynosi 152 metry.

### Kolej
Miasto leży na trasie linii kolejowej nr 8 Warszawa Zachodnia – Kraków Główny, wybudowanej w 1934 roku. Połączenia ze stacji obsługiwane są przez Koleje Mazowieckie oraz PKP Intercity. Linia eksploatowana jest również przez pociągi towarowe. Funkcjonuje bocznica do browaru. W mieście znajduje się most kolejowy nad rzeką Pilicą. Konstrukcja zastąpiła poprzednią przeprawę w 2022 roku. W tym samym roku oddano do użytku nowy przystanek kolejowy Warka Miasto, zlokalizowany obok ulicy Lotników.

## Media lokalne
| - GminaWarka.pl - Warka24 - Warka bez Cenzury - Echo Dnia - Grójec24 | - Kurier Warecki - Tygodnik OKO | - Radio Wisła Warka | - TV Warka |

## Edukacja

### Przedszkola
- Przedszkole Samorządowe nr 1 w Warce „Bajkowy statek”[28]
- Niepubliczne Przedszkole „Calineczka”[29]
- ,,Kubusiowe" Przedszkole. Przedszkole Niepubliczne[30]

### Szkoły podstawowe
- Szkoła Podstawowa nr 1 im. Piotra Wysockiego w Warce[31]
- Publiczna Szkoła Podstawowa nr 2 z Oddziałami Integracyjnymi im. Kazimierza Pułaskiego w Warce[32]

### Szkoły średnie
- Liceum Ogólnokształcące im. Piotra Wysockiego w Warce[33]
- Zespół Szkół im. 1 Pułku Lotnictwa Myśliwskiego "Warszawa" w Warce[34]

## Organizacje charytatywne i działalność dobroczynna
- Stowarzyszenie Dobromocni (www.dobromocni.pl)
- Internetowy Charytatywny Vortal Pomocy Dzieci Dzieciom „Pomocna – Dłoń”
- Stowarzyszenie Na Rzecz Dzieci i Osób Niepełnosprawnych „Tęcza”[35]
- Organizacja społeczna „Fundacja Młodzi dla Warki = Robi się”[36]
- Stowarzyszenie W.A.R.K.A.[37]
- Realizowany program Polsko-Amerykańskiej Fundacji Wolności Lokalne Partnerstwa PAFW[38].

## Kluby i organizacje sportowe/rekreacyjne
- SWKS – Stowarzyszenie Warecki Klub Strzelecki[39]
- Szczep 1 Wareckich Drużyn Harcerskich i Gromad Zuchowych[40]
- KS Pułaski Warka – klub koszykarski mężczyzn
- KS Start Pułaski Warka – klub biegacza[41]
- WTS Warka – Klub siatkarski mężczyzn
- KS Warka – Klub piłkarski mężczyzn założony w 1923 roku[42]
- Warka-Team – Zespół rajdowy[43]
- UKS Olimpic Warka – Klub pływacki
- „Korek” Warka – Klub kajakowy
- Farma Sielanka – Ośrodek jeździecki[44]
- UKS Tom Bee Team – Sekcja kick-boxingu[45]
- Odnova – Klub fitness[46]
- CeSiR – Centrum Sportu i Rekreacji[47]
- Paintball Hardcore Warka – Centrum Paintballowe[48]

## Wspólnoty wyznaniowe

### Kościół rzymskokatolicki
- Parafia Matki Bożej Szkaplerznej w Warce
- Parafia św. Mikołaja Biskupa w Warce

## Honorowi obywatele Warki
- Czesław Bogusiewicz – 1973
- Edward Chromy – 1973
- Kazimierz Gotówko -1973
- Stefan Łazar – 1973
- Jan Okulicz – 1973
- Mieczysław Podgórski – 1973
- Konstanty Semkow – 1973
- Borys Jelisow – 1979
- Medard Konieczny – ?
- Wacław Król – ?
- Ryszard Grudman – ?
- Witold Łokuciewski – 1989
- Stanisław Skalski – 1989

Powyżej wymienieni Honorowi Obywatele Warki, to piloci walczący w polskim lotnictwie w czasie II wojny światowej. Honorowe Obywatelstwo Warki otrzymał również w 1984 r. 1 Pułk Lotnictwa Myśliwskiego „Warszawa”.
- Władysław Janus – 1973
- Kazimierz Kozłowski – ?
- Stanisław Marcinowski – ?
- Stanisław Marciniak – 1984
- Aleksander Gajewski – 1992
- Zdzisław Lejman – 1996
- Sławomir Susik – 1996
- Dariusz Kossakowski – 2003
- Władysław Gwardys – 2003
- Tadeusz Kulawik – 2006

Honorowe Obywatelstwo Warki otrzymała również w 1984 Załoga statku m/s Warka i Załoga statku m/s Kazimierz Pułaski.

## Burmistrzowie Warki
- Stefan Stanisław Ambroż (1990-1994)
- Zygmunt Pałczyński (1994-1998)
- Marian Górski (1998-2002)
- Zygmunt Pałczyński (2002-2010)
- Dariusz Gizka (2010-2024)
- Tomasz Rawski (2024-obecnie)

## Pozostałe informacje
- Codziennie od kilku lat o godzinie 12 jest grany z wieży strażackiej utwór „Tango Warka” autorstwa Witolda Grzelewskiego, który został uwspółcześniony przez jego wnuka Artura Grzelewskiego.
- Warka gościła reprezentacje krajów takich, jak: reprezentacja Polski w piłce nożnej, reprezentacja Chorwacji w piłce nożnej. Również miasto gościły takie kluby piłkarskie, jak: Legia Warszawa (wielokrotny mistrz Polski), Jagiellonia Białystok (wicemistrz Polski), Wisła Płock, Viitorul Konstanca (mistrz Rumunii w sezonie 2016/17 prowadzonej przez Gheorghe Hagiego), VFL Wolfsburg (były mistrz Niemiec), AEL Limassol (były mistrz Cypru), Żalgiris Wilno (wielokrotny mistrz Litwy), GKS Bełchatów, Hapoel Hajfa, Korona Kielce, Podbeskidzie Bielsko-Biała, Leicester City F.C. (były mistrz Anglii) i wiele innych.
- W hotelu Sielanka nad Pilicą w Warce były organizowane Mistrzostwa Świata w Powożeniu Zaprzęgami Parokonnymi oraz wielokrotnie Mistrzostwa Polski w skokach przez przeszkody i w powożeniu.